# Juš
Juš je moško osebno ime.

## Izvor imena
Ime Juš  je različica moškega osebnega imena Jožef oziroma je izpeljanka iz latinskega imena Justus. 

## Pogostost imena
Po podatkih Statističnega urada Republike Slovenije je bilo na dan 31. decembra 2024 v Sloveniji število moških oseb z imenom Juš: 344.